# Finkenthal
Finkenthal är en kommun och ort i Landkreis Rostock i förbundslandet Mecklenburg-Vorpommern i Tyskland.
Kommunen ingår i kommunalförbundet Amt Gnoien tillsammans med kommunerna Altkalen, Behren-Lübchin, Gnoien och Walkendorf.